# Liste des patinoires en France
Cet article présente la liste des patinoires situées sur le territoire français. Elles peuvent accueillir des clubs de hockey-sur-glace, de patinage de vitesse sur piste courte, de patinage artistique, de danse sur glace, de patinage synchronisé de ballet sur glace et de curling.

## Liste par région

### Auvergne-Rhône-Alpes

#### Savoie
Le département de la Savoie est le département qui possède le plus de patinoires en France. Elles sont au nombre de 15 :
- Halle olympique à Albertville
- Le Forum à Courchevel
- Patinoire Buisson Rond à Chambéry
- Patinoire de Bellentre-Montchavin

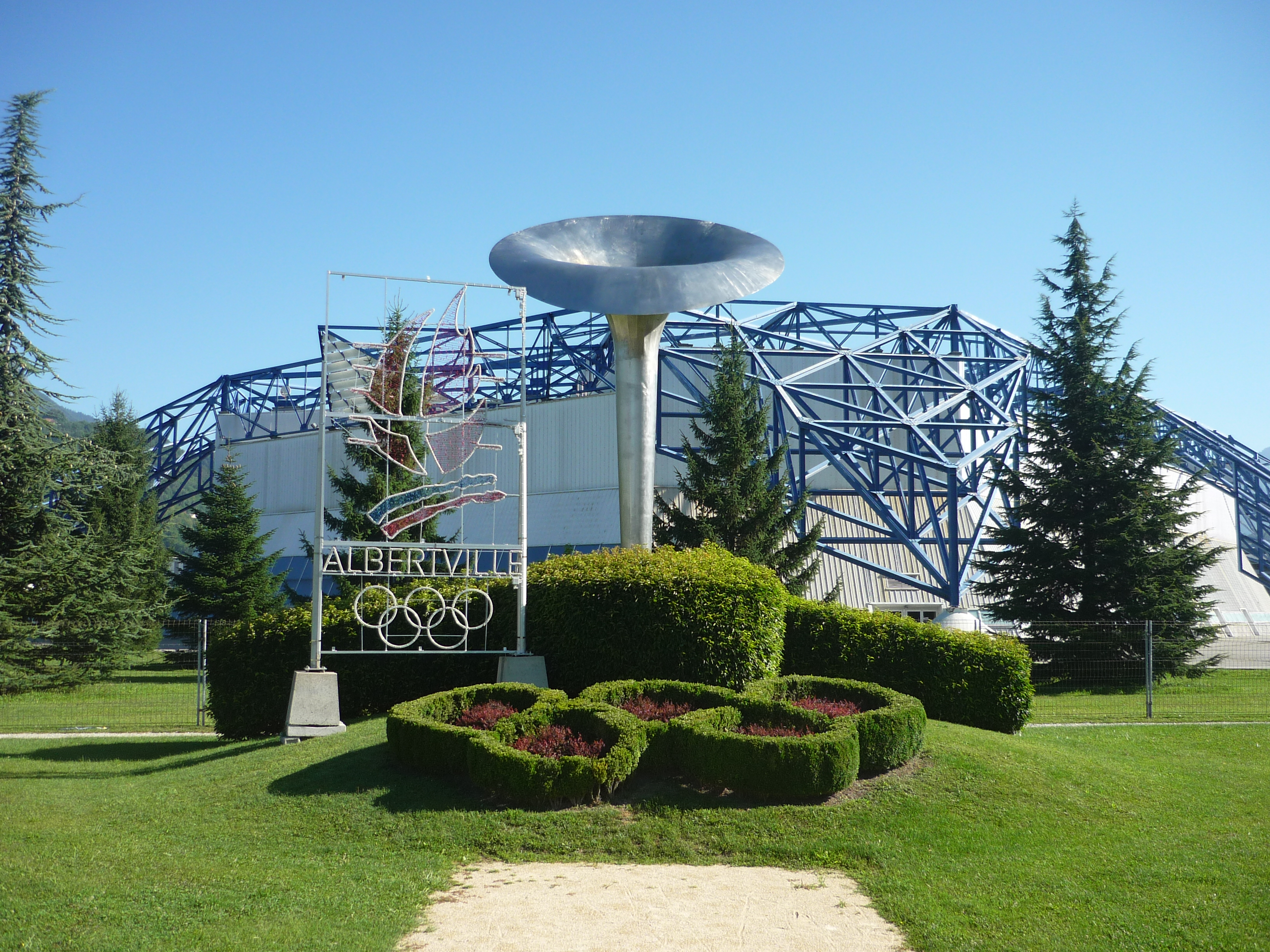
Halle olympique à Albertville

- Patinoire du Parc de loisirs des Glières de Val Cenis Lanslevillard
- Patinoire de Lanslebourg
- Patinoire de Méribel
- Patinoire de Pralognan-la-Vanoise
- Patinoire des Arcs 1800
- Patinoire de Tignes 2100
- Patinoire de Val d'Isère
- Patinoire Philippe Candeloro à Valloire
- Patinoire du Corbier
- Patinoire Toon'Ice Glisse à Montvalezan
- Patinoire naturelle privée du complexe Blue Ice à la Toussuire

#### Haute-Savoie
Le département de la Haute-Savoie est le second département par le nombre de patinoires en France. Il en possède 13 :
- Complexe Jean Régis à Annecy
- Palais des sports de Megève
- Patinoire centrale de Megève
- Patinoire d'Avoriaz
- Patinoire de Chamonix
- Patinoire de Châtel
- Patinoire de La Clusaz
- Patinoire de Morzine
- Patinoire de Saint-Gervais-les-Bains
- Patinoire de Samoens
- Patinoire des Carroz
- Patinoire des Gets
- Patinoire du Grand-Bornand

#### Isère
- Patinoire de l'Alpe D'Huez
- Patinoire de Chamrousse
- Patinoire des Deux Alpes
- Patinoire Polesud à Grenoble
- Patinoire de Vaujany

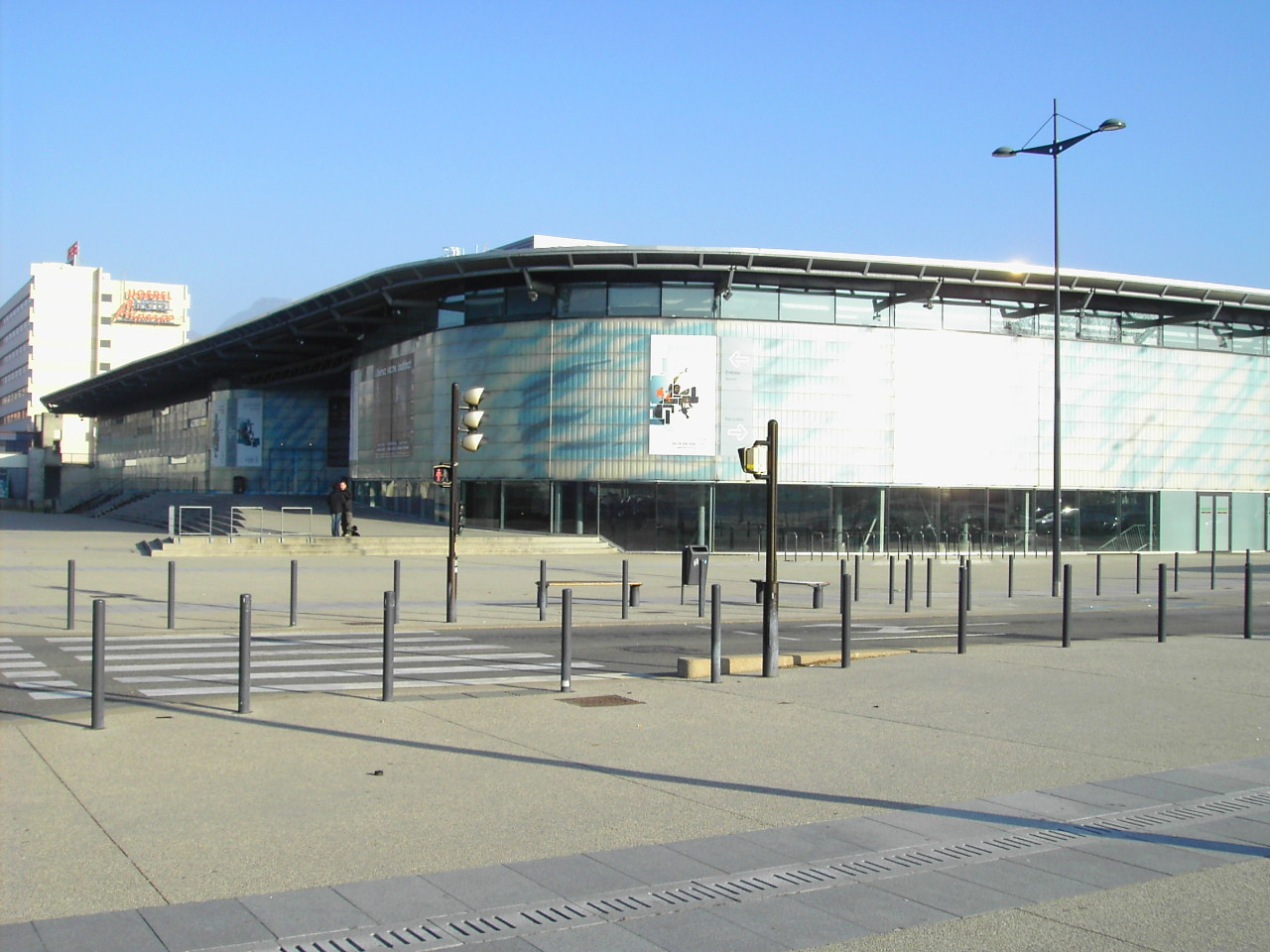
Patinoire Polesud à Grenoble.

- Patinoire André Ravix à Villard-de-Lans

#### Autres départements
- Patinoire de Pont-de-Vaux (Ain)
- Le Polygone à Valence (Drôme)
- Patinoire Baraban à Lyon (Rhône)
- Patinoire Charlemagne à Lyon (Rhône)
- Patinoire de Roanne (Loire)
- Patinoire de Saint-Étienne (Loire)
- Patinoire de Clermont-Ferrand (Puy-de-Dôme)
- Patinoire de Super Lioran (Cantal)
- Patinoire du Mont-Dore (Puy-de-Dôme)

### Bourgogne-Franche-Comté

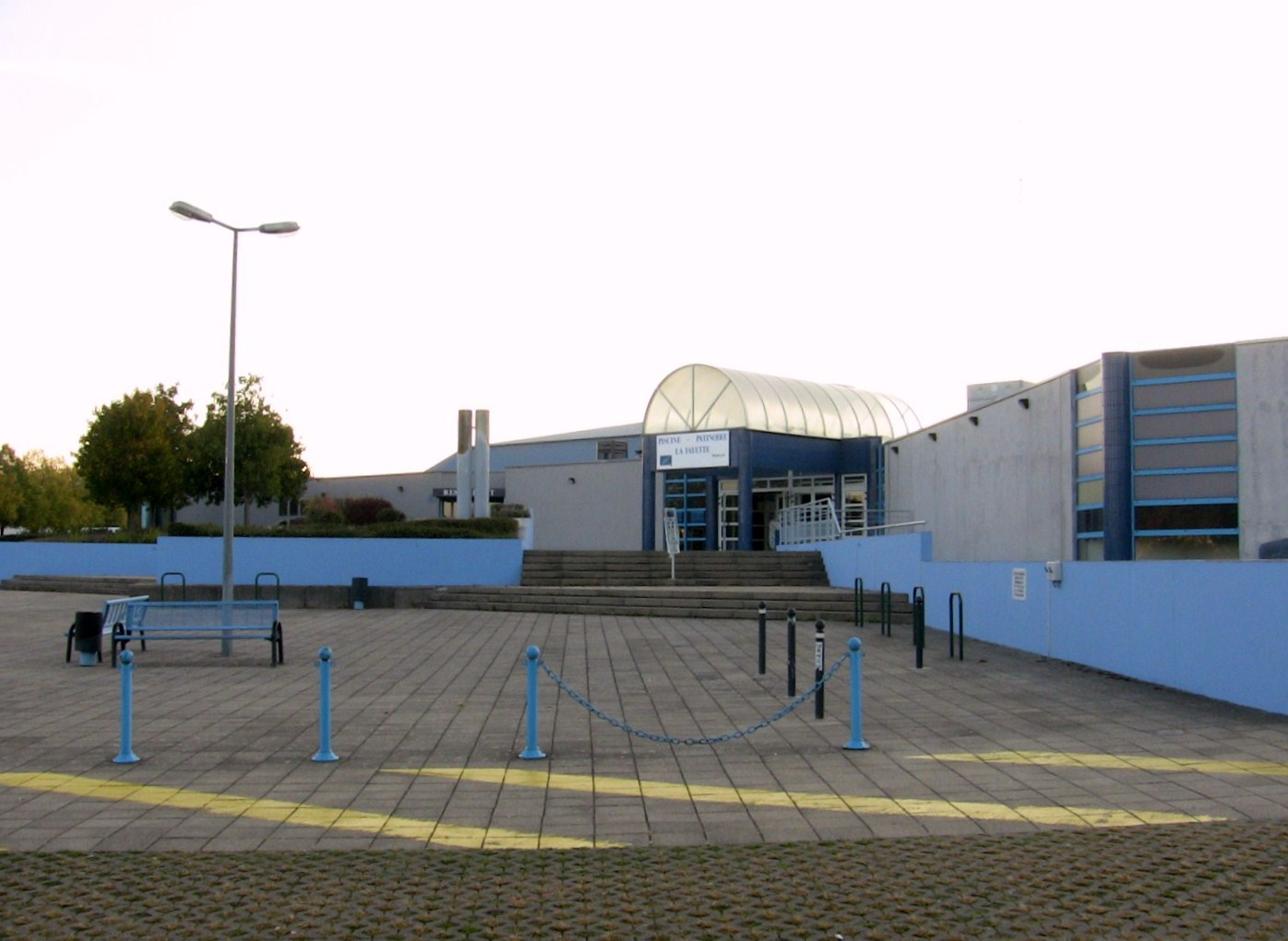
Patinoire La Fayette à Besançon.

- Patinoire La Fayette à Besançon (Doubs)
- Patinoire de Belfort (Territoire de Belfort)
- Patinoire de Charquemont (Doubs)
- Patinoire de l'Espace des Mondes Polaires à Prémanon (Jura)
- Cyber Glace à Monéteau près d'Auxerre (Yonne)
- Patinoire Trimolet à Dijon (Côte-d'Or)

### Bretagne
- Le Blizz, patinoire des Gayeulles à Rennes (Ille-et-Vilaine)
- Patinoire du Scorff à Lanester (Morbihan)
- Patinoire d'Armor à Langueux (Côtes-d'Armor)
- Patinoire de Vannes (Morbihan)
- Rinkla Stadium à Brest (Finistère)

### Centre-Val-de-Loire

Patinoire du Baron à Orléans

- Complexe Alain Calmat à Romorantin (Loir-et-Cher)
- L'Odyssée à Chartres (Eure-et-Loir)
- Patinoire de Dreux (Eure-et-Loir)
- Patinoire de Bourges (Cher)
- Patinoire de Bourgueil (Indre-et-Loire) Fermé définitivement depuis le 20 avril 2024
- Patinoire de Joué-lès-Tours (Indre-et-Loire) Fermeture définitive 1er juin 2024
- Patinoire de Tours (Indre-et-Loire)
- Patinoire d'Issoudun (Indre)
- Patinoire du Baron à Orléans (Loiret)

### Corse
L'île de beauté est actuellement la seule région de la France métropolitaine à n'avoir aucune patinoire sur son territoire.

### Grand Est
- Patinoire de Colmar (Haut-Rhin)
- Patinoire de l'Illberg à Mulhouse (Haut-Rhin)
- Patinoire Iceberg à Strasbourg (Bas-Rhin)
- Patinoire Barot à Reims (Marne)
- Patinoire Albert 1er à Reims (Marne)
- Patinoire UCPA Sport Station-Grand Reims à Reims (Marne)
- Patinoire Cités Glace à Châlons-en-Champagne (Marne)
- Patinoire de Charleville-Mézières (Ardennes)
- Seaglace à Troyes (Aube)

- Patinoire d'Amnéville (Moselle)

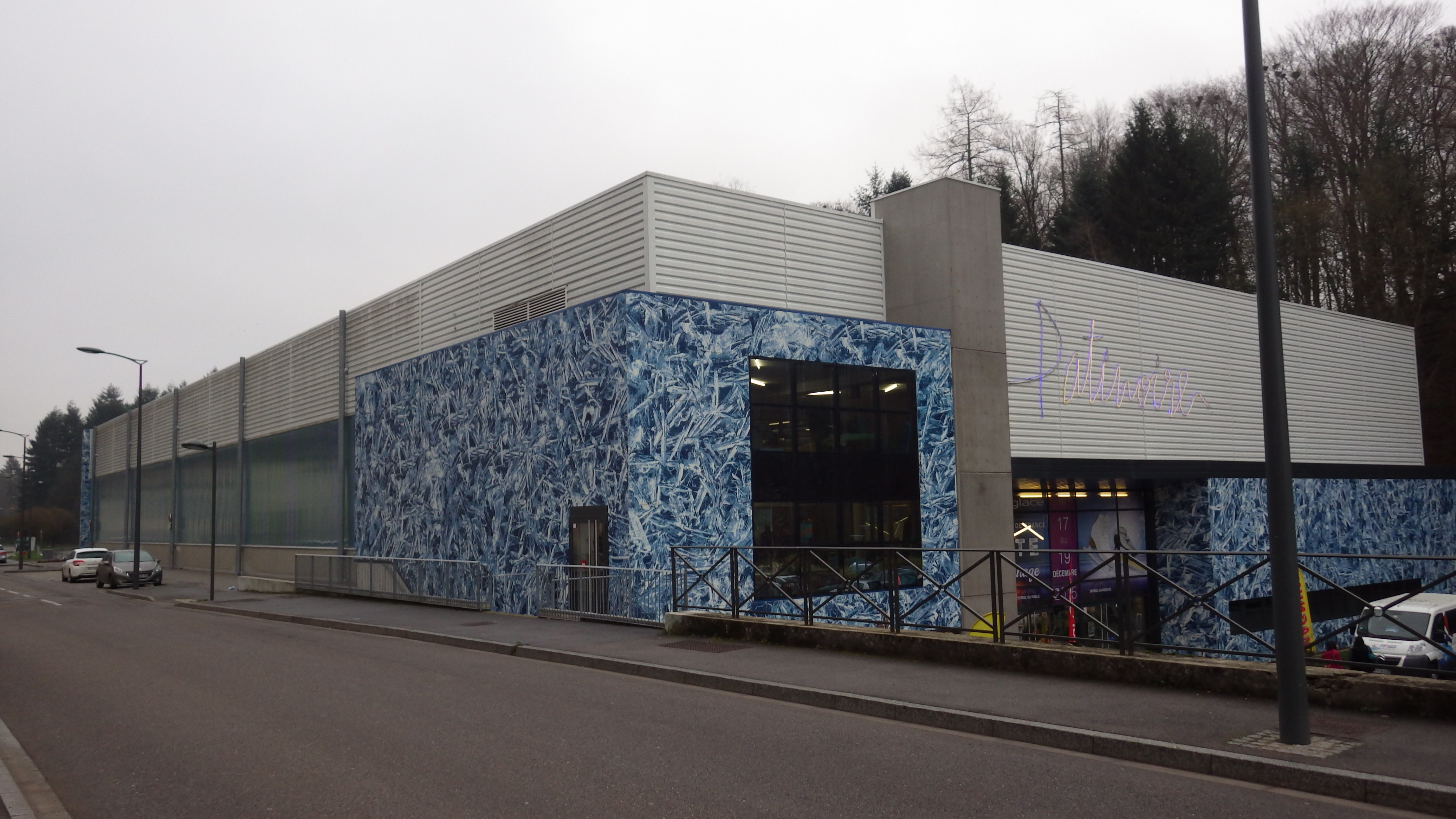
Patinoire de Poissompré à Épinal.

- Ice Arena de Longeville-lès-Metz (Moselle)
- Patinoire de Toul (Meurthe-et-Moselle)
- Patinoire de Poissompré à Épinal (Vosges)

### Hauts-de-France
- Coliséum à Amiens (Somme)
- Patinoire de Beauvais (Oise)
- Patinoire de Compiègne (Oise)
- Patinoire La Bulle à Saint Quentin (Aisne)
- Patinoire de Flixecourt (Somme)
- Le Dôme à Laon (Aisne)
- Patinoire de Béthune (Pas-de-Calais) - fermée
- Patinoire Michel Raffoux à Dunkerque (Nord)
- Patinoire Serge Charles à Wasquehal (Nord)
- Patinoire Hélicéa à Boulogne-sur-Mer (Pas-de-Calais)
- Patinoire Valigloo à Valenciennes (Nord)
- Patinoire iceo à Calais (Pas-de-Calais)

### Île-de-France

#### Pariset lapetite couronne
- Patinoire de Boulogne-Billancourt (Hauts-de-Seine)
- Patinoire de Champigny sur Marne (Val-de-Marne)
- Patinoire Thierry Monier à Courbevoie (Hauts-de-Seine)
- Patinoire de Fontenay-sous-bois (Val-de-Marne)
- UCPA Sport Station à Meudon (Hauts-de-Seine)
- Patinoire de Neuilly-sur-Marne (Seine-Saint-Denis)
- Patinoire des Courtilles à Asnières-sur-Seine (Hauts-de-Seine)
- Patinoire de Vitry-sur-Seine (Val-de-Marne)
- Patinoire Sonja-Henie à Paris (Paris)
- Patinoire de l'Espace sportif Pailleron à Paris (Paris): initialement une 56x26 située en étage, elle fut descendue au sous sol et réduite à 40x20 par les travaux de rénovation de la municipalité au milieu des années 2000.

#### Grande couronne
- Patinoire d'Argenteuil (Val-d'Oise)
- Aren’Ice de Cergy-Pontoise (Val-d'Oise) : complexe inauguré en 2016, comprend 2 glaces de 60x30, héberge la Fédération Française de Hockey sur Glace
- Patinoire de la Cartonnerie à Dammarie-lès-Lys (Seine-et-Marne)
- Patinoire de Franconville (Val-d'Oise)
- Patinoire de Mantes-la-Jolie (Yvelines)
- Patinoire des Lacs de l'Essonne à Viry-Châtillon (Essonne)
- Patinoire du Val de France à Garges-lès-Gonesse (Val-d'Oise)
- Patinoire à Le Mesnil-Amelot (Seine-et-Marne)
- Patinoire François Le Comte à Évry (Essonne)
- Patinoire Eurodisney à Marne-la-vallée (Seine-et-Marne) (non-permanent)

### Normandie
- Glacéo à Louviers (Eure)
- Ludibulle à Saint-Martin-en-Campagne (Seine-Maritime)
- Patinoire d'Alençon (Orne)
- Patinoire de Caen la mer (Calvados)
- Patinoire de Cléon (Seine-Maritime)
- Patinoire du Havre (Seine-Maritime)
- Patinoire de l'Île Lacroix à Rouen (Seine-Maritime)

### Nouvelle-Aquitaine

Patinoire de Mériadeck à Bordeaux.

- Patinoire de la Barre à Anglet (Pyrénées-Atlantiques)
- Patinoire de Mériadeck à Bordeaux (Gironde)
- Patinoire de Brive-la-Gaillarde (Corrèze)
- Patinoire des Casseaux à Limoges (Haute-Vienne)
- Espace 3000 à Cognac (Charente)
- Nautilis à Saint-Yrieix-sur-Charente (dans l'agglomération d'Angoulême) (Charente)
- Patinoire de Chatellerault (Vienne)
- Patinoire Jacky Braud de Niort (Deux-Sèvres)
- Patinoire municipale de Poitiers (Vienne)

### Occitanie
- Patinoire de Nîmes (Gard)

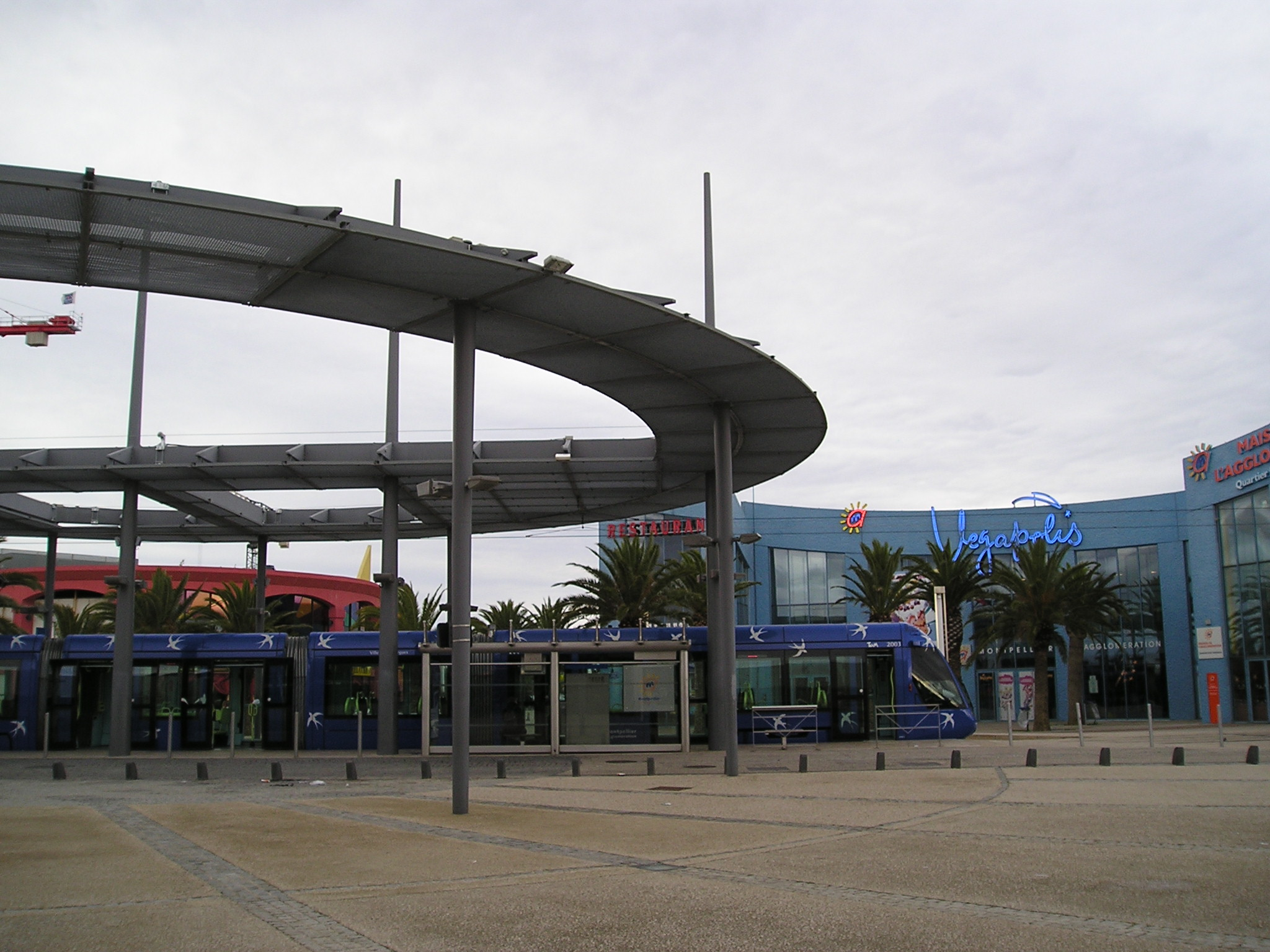
Patinoire Végapolis à Montpellier.

- Espace Bleu Neige aux Angles (Pyrénées-Orientales)
- Patinoire Skating Center à Alès (Gard)
- Patinoire de Font-Romeu (Pyrénées-Orientales)
- Patinoire de Narbonne (Aude)
- Patinoire Végapolis à Montpellier (Hérault)
- L'Archipel à Castres (Tarn)
- Patinoire Bellevue à Toulouse (Haute-Garonne)
- Patinoire de Gèdre (Hautes-Pyrénées)
- Patinoire Alex Jany à Toulouse (Haute-Garonne)
- Patinoire de Saint-Chély-d'Aubrac (Aveyron)
- Patinoire de Cauterets (Hautes-Pyrénées)
- Patinoire Jacques Raynaud à Blagnac (Haute-Garonne)

### Pays de la Loire
- Complexe sportif Glisséo à Cholet (Maine-et-Loire)
- Patinoire Angers IceParc a Angers (Maine-et-Loire)
- Patinoire Arago à La Roche-sur-Yon (Vendée)
- Patinoire de Rezé (Loire-Atlantique)
- Patinoire du Petit Port à Nantes (Loire-Atlantique)
- Cityglace au Mans (Sarthe)

### Provence-Alpes-Côte d'Azur

#### Hautes-Alpes
- Patinoire d'Aiguilles (50X20)[1]
- Patinoire René-Froger à Briançon (60X30)[2]
- Stade de glace Alp'Arena à Gap (60X30) et (40X20)[2],[3]
- Patinoire d'Embrun (40X20)
- Palais des Sports d'Orcières-Merlette (58X28)[2]
- Patinoire panoramique aux Orres 1650 (39X19)[4]
- Patinoire de Saint-Chaffrey (56X26)[2]
- Patinoire de Saint-Jean-Saint-Nicolas (40X18)[2]
- Patinoire de La Salle-les-Alpes

#### Autres départements

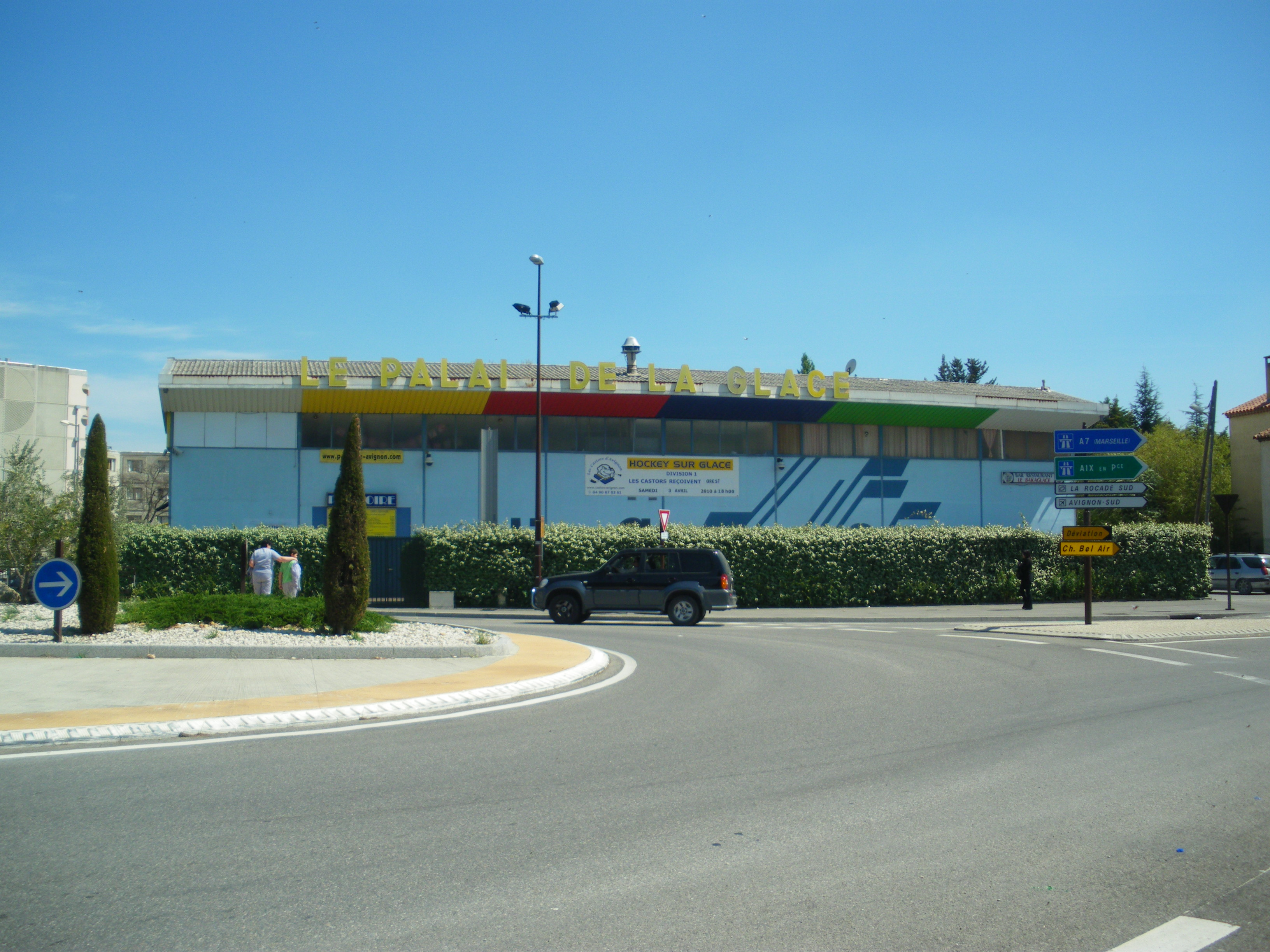
Palais de la Glace à Avignon

- Palais omnisports Marseille Grand Est (Bouches-du-Rhône)
- Palais de la Glace à Avignon (Vaucluse)
- Palais des sports Jean-Bouin à Nice (Alpes-Maritimes)
- Patinoire d'Auron (Alpes-Maritimes)
- Patinoire de Fréjus (Var)
- Patinoire de La Garde près de Toulon (Var)
- Patinoire de Montclar (Alpes-de-Haute-Provence)
- Patinoire de Montfavet (Vaucluse)

### Outre-mer
- Patinoire de Saint-Pierre à Saint-Pierre-et-Miquelon

## Anciennes patinoires
Patinoire des Champs Elysées, " Le Palais de Glace " en fonction pendant 88 ans. Une des premières patinoires de France. Fermeture en 1979 , malgré toutes les associations présentes qui formaient nombre de jeunes sportifs, dont le CEPG qui avaient des patineurs de niveau Olympique, pour en faire un théâtre.
- Patinoire du Haras à Angers (Maine-et-Loire) en 2019 remplacée par l'ICEPARC.
- Patinoire d'Athis-Paray (Essonne).
- Patinoire de Colombes (Hauts-de-Seine) fermée en 2022[6].
- Patinoire de Cergy-Préfecture (Val-d'Oise), remplacée en 2016 par l’Aren’Ice.
- Patinoire de Charenton-le-Pont (Val-de-Marne).
- Patinoire Chantereyne de Cherbourg (Manche) : patinoire de 56×26 m inaugurée en 1977[7] et fermée « temporairement » par Bernard Cazeneuve en mai 2010[8]. Elle est utilisée de 1981 à 1996 par le CHOC, champion de France de division 1 en 1995, puis de 1996 à 2010 par le NC Hop'[7]. La disparition de la patinoire est actée le 31 mars 2015[8].
- Patinoire de Cholet (Maine-et-Loire) en 2002 remplacée par Glisséo.
- Patinoire de Conflans-Sainte-Honorine (Yvelines) : fermée en 1996.
- Patinoire Le Yéti à Coutances (Manche), ouverte en avril 1999, fermée en mars 2020.
- Patinoire de Deuil-la-Barre (Val-d'Oise) fermée depuis 2017, à cause de son état général et de rénovations lourdes nécessaires[9].
- Patinoire Michel Raffoux de Dunkerque (Nord), 56x26, inaugurée en 1971 au 11 place Paul Asseman, remplacée en 2019 par une nouvelle patinoire 60x30 du même nom située sur le Môle 1, un ancien quai du port autonome.
- Patinoire Clémenceau à Grenoble (Isère).
- Patinoire Kolysé à Louviers (Eure) fermée en 2019, remplacée par Glacéo.
- Patinoire municipale de Meudon (Hauts-de-Seine), 56x26, inaugurée en 1974, remplacée en 2021 par la patinoire 58x28 de l'UCPA Sport Station Meudon.
- Patinoire de Mont-de-Marsan (Landes) -   Ce club de patinage aujourd'hui disparu voit le jour en 1996 à l'initiative des époux Carrier. Liliane Carrier sera la présidente du club de patinage et hockey de loisir. La patinoire de « la Faisanderie » à Mont-de-Marsan, était située dans l'actuelle zone industrielle de Saint-Avit. Construite grâce à des deniers privés, la patinoire de « la Faisanderie » est inaugurée le vendredi 6 février 1996. D'une surface de 45x20 m, elle n'est pas homologuée de manière à permettre au club de disputer des compétitions officielles de la Fédération. Le 2 avril 1996, une première compétition interne avec soixante-dix participants venus de toute la région y est organisée. Le 6 mai 1998, le célèbre patineur français Frédéric Dambier est convié à participer au gala de fin de saison sur la glace de la patinoire montoise. Hélas, en mai 1999, la structure associative est mise en liquidation judiciaire par le Tribunal de Mont-de-Marsan qui autorise l'utilisation de la patinoire jusqu'au 31 mai. La patinoire ne trouvant pas de repreneur est détruite en 2002.
- Patinoire de Nogent-sur-Marne (L'igloo) (Val-de-Marne): patinoire ouverte en 1981 située place Leclerc en souterrain. Il s'agissait d'une petite piste 40x20 sur laquelle évoluait le PAN dont l'enseignante était Jacqueline Du Bief et, les 3 premières années, le SMUS, club de Saint-Maur-des-Fossés qui devait initialement s'équiper d'une patinoire. Saint-Maur abandonna le projet et le SMUS partit à Charenton. La patinoire était une des premières dotées d'équipement permettant d'en faire une boite de nuit sur glace le samedi soir, ce qui posa certains problèmes avec les riverains. Aussi en 1993, quand il fut nécessaire de refaire la dalle, la mairie préféra ne pas abonder le projet de réfection de cette patinoire privée et celle-ci ferma. Elle est depuis devenue un gymnase municipal. Et parfois elle sert d’hébergement aux réfugiés sur réquisition de l'État.
- Patinoire de Montparnasse (Paris 14e) : fermée à la fin des années 1970.
- Patinoire de Pau (Pyrénées-Atlantiques).
- Patinoire de Pornichet (Loire-Atlantique), ouverte en 1991 et fermée en 1993[10].
- Patinoire de Quimper (Finistère).
- Patinoire du Raincy (Seine-Saint-Denis).
- Patinoire Bocquaine à Reims (Marne).
- Patinoire de Saint-Medard-en-Jalles (Gironde).
- Patinoire Océanis de Saint-Nazaire (Loire-Atlantique), patinoire olympique ouverte en 1996 et fermée en juin 2002[10].
- Patinoire de Saint-Ouen (Seine-Saint-Denis) fermée depuis 2020 [11]
- Patinoire La Fraternité à Toulouse (Haute-Garonne).
- Patinoire du Vésinet (Yvelines): Construite en 1965, cette patinoire, située au-dessus d'un marché couvert et d'un parking, a brulé en 2002. Un projet de reconstruction fut commandé et débuté, mais les changements successifs  de maires (5 en 17 ans) ont enterré le projet malgré un coût pour la ville de plusieurs millions d'euros. L'aménagement de la place du marché reste, depuis 17 ans, un sujet sensible dans la commune.
- Patinoire de Villenave d'Ornon (Gironde).
- Patinoire de Vincennes (Val-de-Marne): patinoire découverte sur le cours Marigny dans la perspective de la mairie. Ouverte jusqu'à la fin des années 1970. C'était une 56x26 dont les vestiaires et les machines étaient situées en sous-sol dans ce qui est à présent un parking. À la fermeture de la patinoire, une partie du club de Vincennes s'est déplacée à la patinoire de Nogent-sur-Marne, voisine,  qui venait d'ouvrir. La patinoire en elle-même était encore visible totalement (transformée en bassin avec les lignes du hockey visible et base des balustrades conservées)  puis partiellement (réduction du bassin et ouverture des coins des balustrades)  jusqu'en 2016 date de la réfection du cours Marigny qui l'a entièrement effacée.
- Patinoire de Yerres (Essonne).